# مهدي سعد
مهدي عبد الله سعد (ولد في 15 مارس 1989) هو لاعب كرة يد بحريني يلعب لصالح نادي النجمة البحريني ومنتخب البحرين لكرة اليد.
شارك في بطولة العالم لكرة اليد للرجال 2017 حيث ساهم في احتلال منتخب البحرين المركز الثالث والعشرون.